# بيبا ويلسون
بيبا ويلسون (بالإنجليزية: Pippa Wilson)‏ هي ربانة ‏ بريطانية، ولدت في 7 فبراير 1986 في ساوثهامبتون في المملكة المتحدة.

## وصلات خارجية
- بيبا ويلسون على موقع الاتحاد الدولي للملاحة الشراعية (موقع جديد) (الإنجليزية)
- بيبا ويلسون على موقع الاتحاد الدولي للملاحة الشراعية (موقع قديم) (الإنجليزية)
- بيبا ويلسون على موقع اللجنة الأولمبية الدولية (الإنجليزية)
- بيبا ويلسون على موقع أوليمبيديا (الإنجليزية)
- بيبا ويلسون على موقع اللجنة الأولمبية البريطانية (الإنجليزية)